# Noordhoek (Afrique du Sud)
Pour les articles homonymes, voir Noordhoek.
Noordhoek (coin nord en néerlandais) est une banlieue (suburb) de la côte ouest de la péninsule du Cap, située à 35 km en banlieue sud de la ville du Cap via Chapman's Peak. 
Noordhoek est réputée pour son littoral pittoresque et sa longue et large plage de sable blanc qui s'étend vers le sud jusqu'au village voisin de Kommetjie. À l'extrémité sud de cette plage se trouve l'épave du bateau à vapeur "Kakapo" échoué il y a un siècle.
Le village de Noordhoek peut-être rejoint par la route côtière panoramique de "Chapman Peak Drive".

## Quartiers

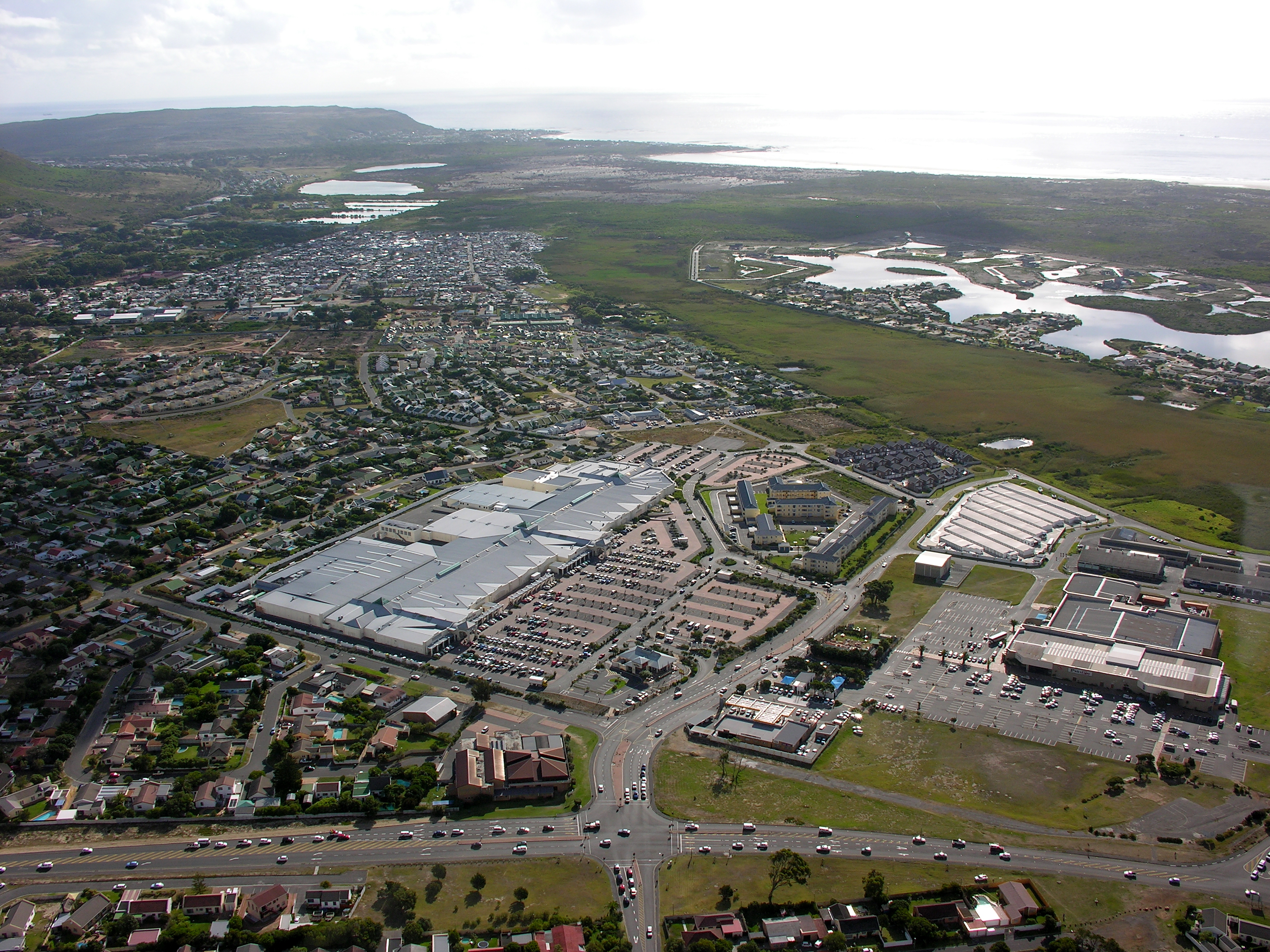
Vue sur les quartiers The Lakes (à droite en arrière-plan), Sunnydale et Faerie Knowe(au centre), et Masiphumelele (à gauche en arrière-plan)

Noordhoek est constitué d'un village composé d'un quartier résidentiel central (Chapmans Peak) et de plusieurs quartiers résidentiels périphériques (Belvedere, Crofters Valley, Faerie Knowe, Goedehoop Estate, Kommetjie Estates, Noordhaven, Noordhoek Manor, Noordhoek SP, SP2, San Michel, Silvermine Village, The Lakes) auxquels s'ajoutent le township de Masiphumelele et les quartiers de Capri et de Sunnydale, en banlieue de l'ancien quartier (blanc) de Sun Valley (pour sa part rattaché à Fish Hoek).

## Démographie
Selon le recensement de 2011, Noordhoek compte 31 980 résidents, principalement issus de la communauté noire (67,32 %), celle-ci résidant essentiellement dans le township de Masiphumelele (15 969 habitants dont 89,39 % issus de la population noire), dans son bidonville (1 112 habitants, 98,83 % de noirs) et dans le quartier de Sunnydale (7 012 habitants dont 69,74 % de noirs et 24 % de blancs). 
Si les blancs constituent 24,62 % des résidents de l'ensemble de Noordhoek, ils représentent toutefois 76 % des 4 424 habitants du village même de Noordhoek (Chapmans  Peak et les quartiers résidentiels périphériques de Belvedere, Crofters Valley, Goedehoop Estate, Kommetjie Estates, Noordhaven, Noordhoek Manor, Noordhoek SP, Noordhoek SP2, San Michel, Silvermine Village, The Lakes). 
Si les blancs sont minoritaires à Sunnydale, quasiment inexistants à  Masiphumelele, ils représentent également 81 % des 3 061 habitants du quartier résidentiel excentré de Capri.
Les habitants de l'ensemble de la commune sont à 47,37 % de langue maternelle xhosa, à 28,49 % de anglaise et à 4,78 % de langue maternelle afrikaans.

## Historique

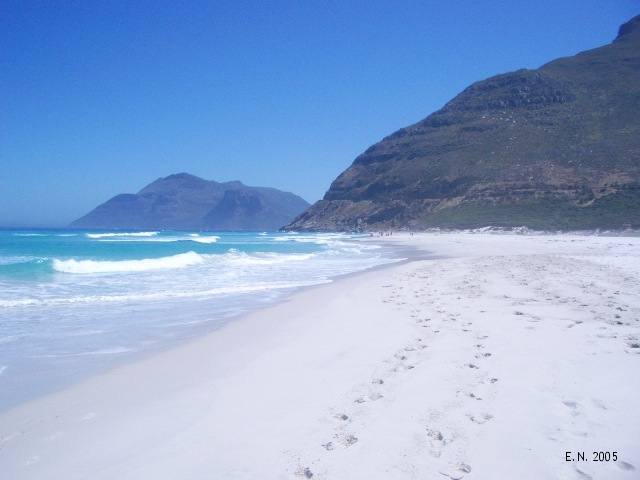
Vue depuis la plage sur le nord de la côte dont notamment les pentes de Chapman's Peak. Au loin, le pic de Karbonkelberg à l'ouest de Hout Bay

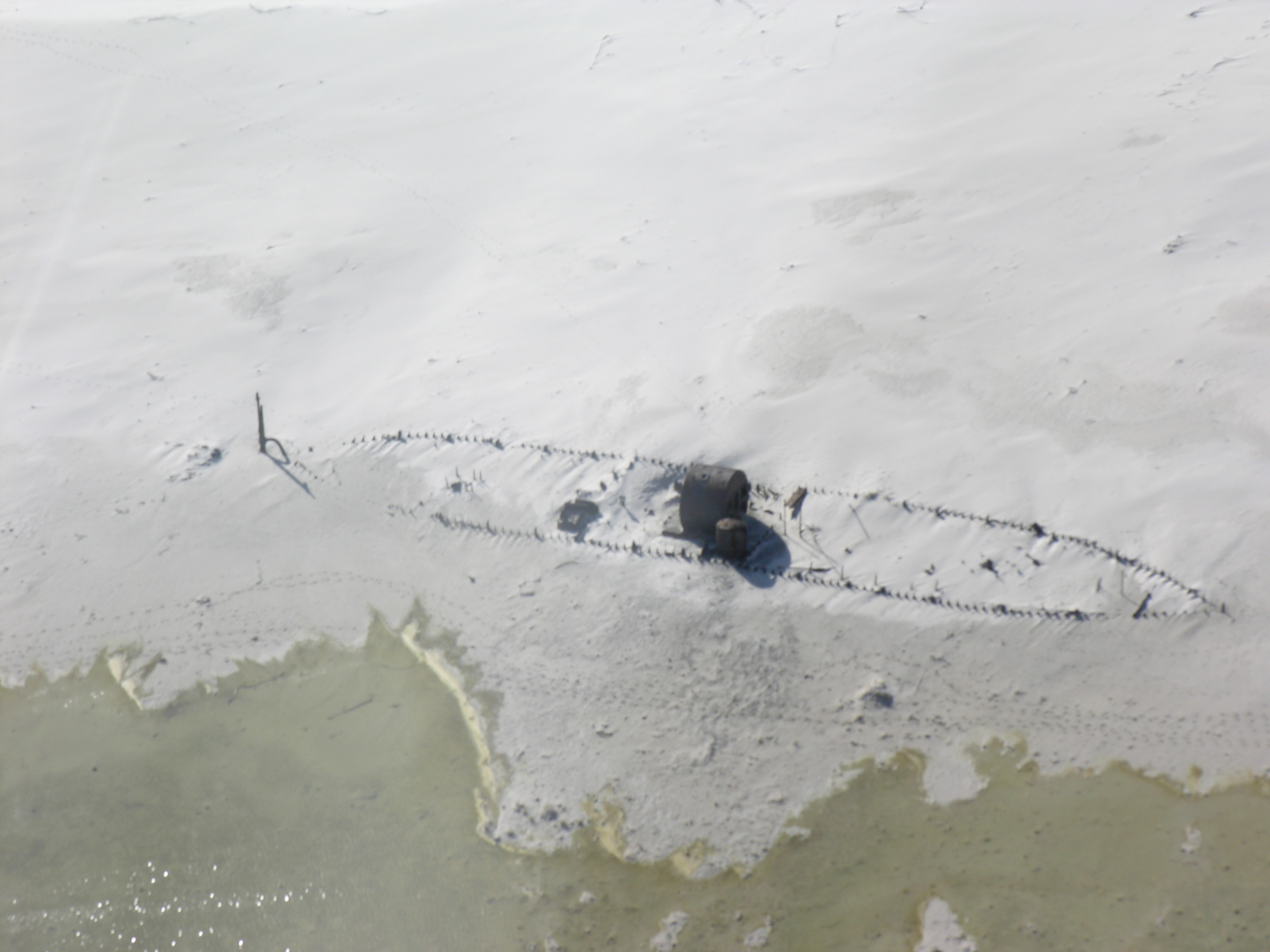
Épave du Kakapo sur la plage de Noordhoek

Noordhoek est pour la première fois nommée en 1743 pour décrire l'angle nord de la ferme Slangkop.
Le premier habitant permanent d'origine européenne est Jaco Malan qui y construit sa maison. En 1857, la région est divisée en six parcelles pour la plupart achetées par une seule famille, celle des de Villiers.
Norrdhoek reste néanmoins une zone essentiellement rurale où les agriculteurs cultivent des légumes pour ravitailler les navires qui font escales à Simon's Town.

## Politique
Depuis la refondation de la municipalité du Cap en 2000, Noordhoek est située dans le 19e arrondissement (sub council 19) et dans la circonscription municipale n° 69 (Kommetjie - Noordhoek - Sunnydale - Sunvalley - Ocean View - Fish Hoek - Capri - Cape Farms District H) dont le conseiller municipal est Felicity Purchase (DA).

Panorama de Noordhoek. Juillet 2018.